# Wiśniew (Siedlce)
Pour les articles homonymes, voir Wiśniew.
Wiśniew (prononciation : [ˈviɕɲef]) est un village polonais de la gmina de Wiśniew dans le powiat de Siedlce de la voïvodie de Mazovie dans le centre-est de la Pologne.
Le village est le siège administratif (chef-lieu) de la gmina appelée gmina de Wiśniew.
Il se situe à environ 11 kilomètres au sud de Siedlce (siège de le powiat) et à 90 kilomètres à l'est de Varsovie (capitale de la Pologne).
Le village comptait approximativement une population de 919 habitants en 2012.

## Histoire
De 1975 à 1998, le village appartenait administrativement à la voïvodie de Siedlce.
Depuis 1999, il appartient administrativement à la voïvodie de Mazovie